# 維德爾 (加利福尼亞州)
維德爾（英語：Vidal）是位於美國加利福尼亞州聖貝納迪諾縣的一個非建制地區。該地的面積和人口皆未知。

## 地理
維德爾的座標為34°07′08″N 114°30′37″W / 34.11889°N 114.51028°W，而該地的平均海拔高度為191米（即627英尺）。

## 旅游
酒店：3星级酒店平均房价为 US$185。